# Gurmarin
Gurmarin ist ein Protein aus der Pflanze Gymnema sylvestre (auch Gurmar, hindi für ‚Zuckerzerstörer‘), das den Süßgeschmack hemmt.

## Eigenschaften

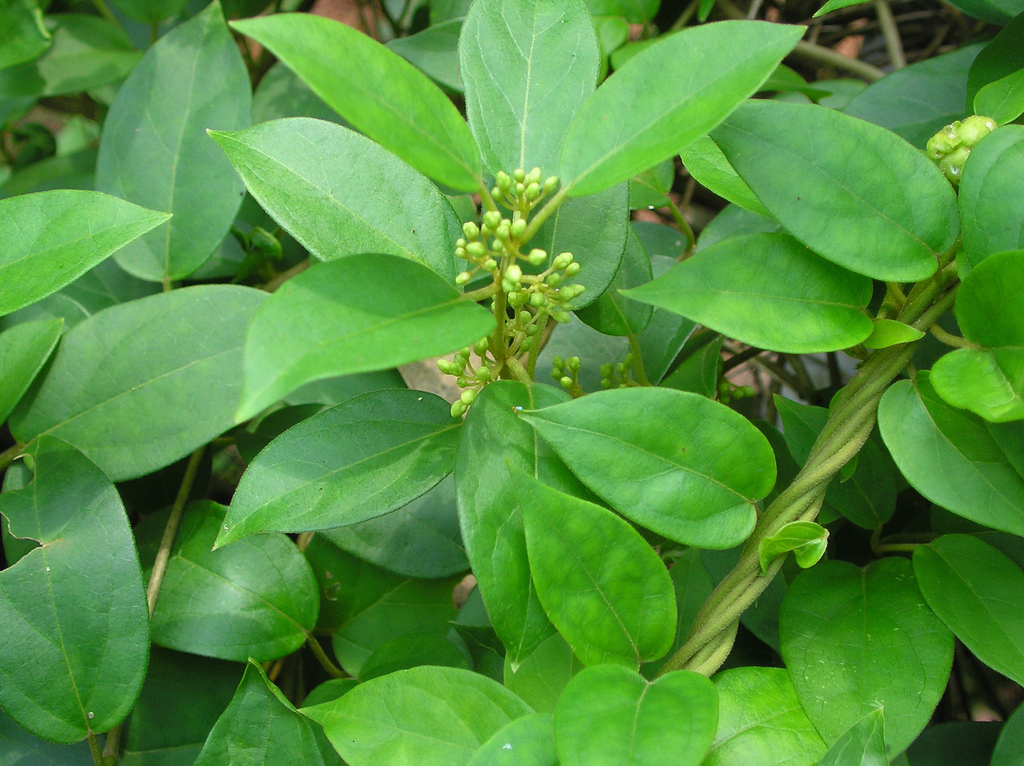
Gurmar

Gurmarin hemmt den Süßgeschmack, wie auch Lactisol, Gymnemasäuren (ebenfalls aus Gymnema sylvestre, aber Triterpen-Glycoside), Ziziphin und Hodulcine. Dabei hemmt Gurmarin den Süßgeschmack bei Ratten und bei Menschen. Eine 5 mM wässrige Lösung von Gurmarin erhöht die Nachweisgrenze der menschlichen Zunge für Saccharose von 10 mM auf 1000 mM für mehrere Stunden. Gurmarin besitzt drei Disulfidbrücken und am N-Terminus eine Pyrrolidoncarbonsäure. Gurmarin kommt in den Blättern von Gymnema sylvestre vor.